# بیماری هوازاد
بیماری هوازاد (به انگلیسی: Airborne disease) به بیماری گفته می‌شود که در اثر عوامل بیماری‌زایی که می‌توانند توسط ذرات ریز، از طریق هوا و مکان منتقل شوند، ایجاد شود. این نوع بیماری‌ها هم در پزشکی انسانی و هم در دامپزشکی از اهمیت قابل توجهی برخوردار است. این عوامل بیماری‌زا (پاتوژن) می‌تواند ویروس‌ها، باکتری‌ها یا قارچ‌ها باشند که از طریق تنفس، صحبت، سرفه، عطسه، بر پا شدن گرد و غبار، افشاندن (اسپری)، کشیدن سیفون توالت یا هرگونه فعالیتی که باعث ایجاد ذرات هواپخش (aerosol) یا ریزقطرات (Droplet) می‌شود، منتقل شوند. بیماریهای هوازاد انسانی، موارد ناشی از آلودگی هوا؛ مانند ترکیبات ارگانیک فرار (VOC)، گازها و هرگونه ذرات موجود در هوا را شامل نمی‌شوند.
انتقال بیماری هوازاد با انتقال بیماری از طریق ریزقطرات تنفسی که آنقدر بزرگ (معمولا بزرگتر از ۵ میکرون)هستند که به سرعت بر روی زمین بیفتند، متفاوت است.

## انواع روش‌های انتقال عفونت‌ها
به‌طور کلی عفونت‌ها به ۴ طریق منتقل می‌شوند:
1. انتقال تماسی (Contact): شامل مستقیم و غیرمستقیم
2. انتقال مدفوعی-دهانی (Fecal-Oral)

۳- انتقال تراوشی یا قطره‌ای (Droplet): عامل بیماری‌زا درون ذرات معمولاً بزرگتر از ۵ میکرومتر و حاوی آب منتقل می‌شود. این ذرات تمایل دارند پس از طی مسافتی روی سطوح یا زمین قرار بگیرند.
۴- انتقال هوازاد (Airborne): عامل بیماری‌زا درون ذرات کوچکتر از ۵ میکرومتر (از جمله آئروسل‌های کوچک) و خشک منتقل می‌شود. این ذرات تا دقایقی در هوا معلق باقی می‌مانند، مانند عامل بیماری سل.

## پیشگیری
برخی از راه‌های جلوگیری از بیماری‌های هوازاد شامل ایمن‌سازی اختصاصی بیماری، پوشیدن ماسک و محدود کردن زمان حضور بر سر هر بیماری است که ممکن است منبع عفونت باشد. قرار گرفتن در معرض انسان یا حیوان دارای بیماری هوازاد تضمین‌کنندهٔ ابتلا به این بیماری‌ها نیست، زیرا ابتلا وابسته به صلاحیت سیستم ایمنی میزبان و همچنین مقدار ذرات عفونی موجود در هوا است.
آنتی‌بیوتیک‌ها نیز ممکن است در مقابله با عفونت‌های اولیه باکتریایی هوازاد استفاده شوند.
مرکز کنترل و پیشگیری بیماری ایالات متحده آمریکا به عموم مردم واکسیناسیون و پیروی دقیق از پروتکل‌های بهداشتی برای پیشگیری از ابتلا به بیماری‌های هوازاد را توصیه می‌کند. بسیاری از متخصصان بهداشت عمومی برای کاهش انتقال عفونت‌های هوازاد فاصله‌گذاری فیزیکی را که به عنوان فاصله‌گذاری اجتماعی نیز شناخته می‌شود، توصیه می‌کنند.